# Draomira
Draomira de Stodor (em tcheco/checo:  Drahomíra ze Stodor; Stodor, c. 890 – Charvát, após 935) foi duquesa consorte da Boêmia como esposa de Vratislau I da Boêmia. Ela foi regente de 921 a 924/925, durante a menoridade do filho, Venceslau I. Foi responsável pelo assassinato da sogra, Ludmila da Boêmia, com quem esteve em conflito. Ludmila era cristã, e Draomira era pagã, e, em sua posição de regente, ela perseguiu os cristãos, algo revertido apenas quando o filho primogênito, criado pela avó devota, tomou as rédeas do governo. Venceslau exilou a mãe, porém, alguns anos depois a chamou de volta, embora ela não mais participasse do governo. Draomira pode ainda ter incitado o assassinato de Venceslau por parte do filho mais novo, Boleslau I, quem o sucedeu como duque. Não se sabe ao certo quando ou como ela morreu, embora exista um lenda popular associada à sua morte na Boêmia.

## Família
Draomira era filha de Boleslau Stodoransky, príncipe de Hevelli, uma tribo que fazia parte do povo eslavo dos polábios. A tribo ficava localizada na região de Havelland, que hoje faz parte de Brandemburgo, na Alemanha. O nome de sua mãe é desconhecido.

## Biografia
Segundo o escritor Cosme de Praga, Draomira casou-se com Vratislau, no ano de 906. Ela tinha por volta de 16 anos, e o noivo tinha 18. Ele era filho de Borzivógio I da Boêmia e de Ludmila da Boêmia. O casamento levou a Dinastia premíslida (à qual Vratislau pertencia) à cooperar com os polábios, e causou conflito entre a Boêmia e o duque Henrique I da Germânia, que tornou-se rei dos germanos a partir de 919, e mais tarde, travou guerra contra a tribo de Hevelli.
Em 915, com a ascensão do marido ao título de duque, ela tornou-se sua consorte.
O casal teve, pelo menos, seis filhos, quatro meninas e dois meninos. Os dois filhos eram Venceslau I, sucessor do pai, e Boleslau I, sucessor do irmão; já duas de suas filhas eram: Pribislava, que teria se casado com um príncipe croata, e que depois se tornou freira no Convento de São Jorge, em Praga, e, possivelmente, Estrezislava, esposa do nobre Slavník, fundador da Dinastia Slavník.

### Regente
Vratislau faleceu durante uma batalha contra os húngaros, em 13 de fevereiro de 921, quanto tinha apenas 32 ou 33 anos. Portanto, a sua viúva foi designada como regente do filho menor de idade pelos nobres; no entanto, ela foi obrigada a dividir o poder com a sogra, Ludmila, que passou a ser responsável pela educação religiosa dos netos. Ela era conhecida por ser uma avó comedida e devota ao Cristianismo.
Venceslau foi um dos principais motivos para a discórdia entre Draomira e Ludmila, que tinha exercido grande influência sobre ele, fazendo com que Draomira concentrasse os seus esforços no filho mais novo, Boleslau.
Assim, Ludmila tornou-se inimiga da nora, que alegou que a sogra, com a ajuda de missionários da Baviera, educou Venceslau para se tornar um monge, e não um príncipe. Ele, inclusive, chegou a fazer um voto de castidade. 
O conflito entre as duas mulheres talvez estivesse relacionado ao desenvolvimento da situação internacional, quando o poder passou do Ducado da Baviera para a Saxônia. Em 921, Arnulfo, Duque da Baviera reconheceu o título de rei da Frância Oriental de Henrique, e, assim, praticamente reconheceu a transferência do poder para a Saxônia. Os checos, que nesta altura estavam ao lado da Baviera e observavam com preocupação a política agressiva em relação aos sérvios no noroeste, tiveram de decidir que política continuariam a seguir. Parece que Draomira defendia a cooperação com a Saxônia, apesar do risco de limitar a posição relativamente independente da Boêmia. Ludmila provavelmente acreditava mais numa maior orientação para a Baviera, mesmo que enfraquecida. Ludmila fugiu de Praga para o Castelo de Tetín. No entanto, enquanto estava a caminho de seu destino, na estrada até Ratisbona, no dia 16 de dezembro de 921, Ludmila foi atacada e estrangulada pelos capangas de Draomira, Tunna e Gommon, que receberam cavalos e prata em troca da execução do serviço. Segundo outras fonte, ela teria sido estrangulada dentro do Castelo de Tetín.

### Vida após regência
No ano seguinte, em 922, as tropas de Arnulfo invadiram o Ducado da Boêmia. Quando Venceslau atingiu a maioridade, possivelmente ainda naquele ano, ele exilou a mãe. Ela foi presa em Budeč, uma fortaleza, ou expulsa do país, provavelmente por suspeita de que queria matar o filho. Em 925, ele chamou a mãe de volta, mas ela não teve mais participação no governo. Neste momento, ela pode ter dedicado uma igreja à São Miguel.
Draomira era pagã, apesar de, tecnicamente, ter se convertido com o casamento; ela ainda praticava, secretamente, o paganismo, fazendo sacrifícios aos seus deuses. Segundo o pintor Škréta, ela era uma grande inimiga dos cristãos, os quais perseguiu com afinco. Venceslau, por sua vez, tentou desfazer o dano que a mãe causou, e promover a expansão do Cristianismo; o duque ordenou a demolição dos altares pagãs da mãe, e os substituía com igrejas, além de comprar os filhos de pais pagãs, para batizá-los na fé cristã.
É provável que Draomira morasse perto de seu filho, Boleslau, em seu castelo recém-construído na atual cidade de Stará Boleslav . Isto é evidenciado pelos escritos de lendários medievais. Sabe-se que Draomira esteve presente no assassinato de Venceslau – que, segundo especulações, foi incitado por ela – em Stará Boleslav, aparentemente em 28 de setembro de 935, quando se dizia que ela estava entre os partidários de Venceslau. Ela se encarregou de levar o príncipe assassinado para a igreja. Diz-se que foi feito um atentado contra a sua vida, e ela desapareceu em algum lugar, em Charvát.
Ela passou os seus últimos anos em Praga, porém, após o assassinato do filho, Draomira fugiu para a tribo dos Croatas Brancos. Embora alguns considerem que a tribo vivia próximo a Praga, outros notaram que, normalmente, quando os fugitivos eram da nobreza e realeza, eles tentavam achar refúgio o mais distante possível, o que indica que os croatas estavam, provavelmente, localizados mais a leste, perto do Rio Vístula.

## Legado
Numa pintura de Škréta, a disputa religiosa entre mãe e filho chegou ao auge quando, um dia, Draomira parou do lado de fora de um templo cristão, pois o seu cocheiro, que era um cristão em segredo, entrou na capela para receber o sacramento de um sacerdote. Ao soltar insultos contra o servo, o chão, de repente, se abre por debaixo dela, e, no momento da elevação da hóstia, o diabo agarra uma das rodas da carruagem da nobre, e a arrasta para o inferno.
Já o escultor checo, Bendl, foi responsável por erigir uma cruz no suposto local da morte de Draomira, que teria ocorrido, segundo a lenda, na Praça de Loreto, acima do Castelo de Praga.
Draomira é o tema central duas óperas, uma por František Škroup do ano de 1848, e a outra por Karel Šebor, de 1867.

## Descendência
- Venceslau I (907 – 28 de setembro de 935), sucessor do pai. Em 929, Venceslau foi obrigado a reconhecer a superioridade do rei Henrique I da Germânia, quando o soberano invadiu a Boêmia.[11] Não foi casado e nem teve filhos.
- Boleslau I (908/910 – 15 de julho de 967),[12] sucedeu ao irmão após assassiná-lo, pelo que passou a ser chamado de Boleslau, o Cruel. Sua ascensão ao ducado marcou um período de relações hostis com o império até que Otão I forçou o duque a pagar tributos 14 anos depois, e o colocou, segundo o cronista Dietmar de Merseburgo, na custódia de seu irmão, Henrique. O povo boêmio ajudou Otão a derrotar os húngaros na Batalha de Lechfeld, em 955, e, em seguida, cruzaram os Cárpatos, e ocuparam Cracóvia e a Silésia. Boleslau se casou com Biagota, com quem teve quatro filhos;
- Pribislava, esposa de um príncipe croata, que mais tarde virou freira no Convento de São Jorge, em Praga;
- Estrezislava, esposa do nobre Slavník, fundador da Dinastia Slavník;
- Mais duas filhas de nomes desconhecidos.